# Chaetodon lunula
Poisson-papillon à raies rouges, Poisson-papillon raton laveur
Espèce
Statut de conservation UICN

 LC  : Préoccupation mineure
Chaetodon lunula, communément nommé Poisson-papillon à raies rouges ou Poisson-papillon raton laveur ou Poisson-papillon demi-lune, est une espèce de poissons marins de la famille des Chaetodontidae.

## Répartition
Le Poisson-papillon à raies rouges est présent dans les eaux tropicales de l'Indo-Pacifique.

## Taille
Sa taille maximale est de 20 cm.

## Alimentation
Le poisson-papillon demi-lune est omnivore car il mange des algues et aussi de nombreux invertébrés dont des gastéropodes, des vers, des polypes et des petits crustacés.